# Мосты (город)
Мосты́ (бел. Масты́, пол. Mosty) — город в Гродненской области Беларуси на реке Неман. Административный центр Мостовского района. Расположена железнодорожная станция.
Численность населения — 14 239 человека (на 1 января 2025 года).
В 2016 году город отметил 530-летие.

## География
Город находится на реке Неман при впадении в неё Зельвянки, в 60 км к юго-востоку от Гродно.

## Геральдика
Проекты герба и флага одобрены решением Мостовского районного исполнительного комитета от 8 июня 2005 года № 344.
Герб и флаг учреждены Указом Президента Республики Беларусь от 17 июля 2006 года № 455 и зарегистрированы в Государственном геральдическом регистре Республики Беларусь 1 августа 2006 года № Б-80 и № Б-81.

## История
Известны Мосты с XV века, когда к тому времени они уже являлись довольно большим торговым поселением, располагавшимся на перекрёстке торговых путей: водного — Немана и сухопутного — из Бреста в Вильно. Впервые в исторических документах Мосты упоминаются как местечко и центр волости Гродненского повета в 1486 году такими словами: «Сеньку Мотью 4 копы (грошей) с корчем Мостовских».
В 1561 годы в местечке было 9 улиц. После 1589 года неманское местечко находилось в составе Гродненской экономии.
Согласно королевским грамотам 1601, 1633, 1653, 1677 годов Мосты получали ограниченные городские вольности. Грамота 1633 года разрешала проводить здесь еженедельные торги и две ежегодные ярмарки.
Привилегия виленского епископа Михаила Яна Зенковича мостовским евреям 1738 г. разрешила восстановить разрушенную пожаром молельню, существовавшую с древних времен, «в случае же совершенного её упадка построить на том же месте, без особого великолепия, новую молельню»; было разрешено также привести в порядок существующее издавна кладбище. В 1765 г. числилось в кагале и его парафиях 193 плательщика подушной подати.
После 3-го раздела Речи Посполитой в 1795 году Мосты вошли в состав Российской империи.
По ревизии 1847 г. «Мостовское еврейское общество» состояло из 262 душ. По переписи 1897 г. в Мостах жителей 2633, среди коих 868 евреев.
В 1886 году в Мостах была открыта железнодорожная станция.
С 1921 по 1939 год город находится во владениях Польши, с 1939 года включён в состав Белорусской ССР.
В 1927 году в Мостах соорудили фанерный завод.
В 1939 году в Мостах работала электростанция, 2 школы, лесопильный и фанерный заводы, отделение связи.
На третий день Великой Отечественной войны, 25 июня 1941 года, Мосты были оккупированы немецкими войсками. Освобождены Мосты были 13 июля 1944 года воинами 348-й стрелковой дивизии 35-го стрелкового корпуса 3-й армии 2-го Белорусского фронта в ходе Белостокской операции. Во время оккупации в Мостах и Мостовском районе от рук немецко-фашистских захватчиков погиб 2681 житель.
12 октября 1940 года стал рабочим посёлком, получив статус центра Мостовского района Барановичский области. С января 1949 года стал посёлком городского типа, а с 1955 года — городом.
Потом город стал расширять свои границы, в городскую черту были включены деревни Зельвяны, Занёманск.
20 октября 1995 года административные единицы Мостовский район и город Мосты, имеющие общий административный центр, объединены в одну административную единицу — Мостовский район.
В 2017 году утвержден официальный природный символ Мостовского района — Зарянка.

## Демография
Численность населения — 14 239 человек (на 1 января 2025 года).

### Динамика
XVII век: 1673 год — 109 семей
XVIII век: 1797 год — 622 чел.
XIX век: 1830 год — 368 муж., 1833 год — 981 чел., 1885 год — 1317 чел., 1886 год — 1262 чел., 1897 год — 2633 чел.
XX век: 1939 год — 2 тыс. чел., 1940 год — 4,7 тыс., 1959 год — 7895 чел., 1970 год — 11,6 тыс. чел., 1973 год — 12,3 тыс. чел., 1979 год — 13 633 чел., 1989 год — 16494 чел., 1998 год — 18,5 тыс. чел., 1999 год — 18,4 тыс. чел.
XXI век: 2001 год — 18,5 тыс. чел., 2004 год — 17,4 тыс. чел., 2006 год — 16,8 тыс. чел., 2009 год — 16 595 чел., 2016 год — 15 948 чел., 2017 год — 15 883 чел., 2018 год — 15 838 чел., 2019 год — 15 770 чел., 2021 год — 15 197 чел.; 2023 год — 14 683 чел.; 2024 год — 14 447 чел.; 2025 год — 14 239 чел..

## Экономика
В Мостах действуют 7 промышленных предприятий, среди них «Мостовдрев», «Мотекс», «Мостовский кумпячок», «Мостовская сельхозтехника». В городе ведётся производство телефонов и кабелей.
ОАО «Мостовдрев», входящее в концерн «Беллесбумпром», является одним из крупнейших предприятий отрасли в Беларуси и производит фанеру, плиты МДФ и ХДФ, напольные покрытия, гнутоклееные детали, мебель и другую продукцию.

## Транспорт
Мосты являются крупным железнодорожным и автомобильным узлом направлений на Гродно, Волковыск и Лиду. Через город проходят железнодорожные линии Лида — Мосты — Волковыск и Гродно — Мосты, автодороги Щучин — Мосты — Волковыск, Мосты — Слоним, Мосты — Гродно.

### Велодвижение
Велодвижение в Мостах, как и в городах с численностью населения 16-17 тысяч жителей, заметно более активное, по сравнению с более крупными городами: тут на велосипедах по состоянию на 2019 год совершается около 8 % поездок. В Мостах на пересечении улиц Советской и Ленина по утрам (8:00-9:00) на велосипеды приходится до 15 % трафика. Для сравнения: в Минске — 1 %.

## Здравоохранение
На территории города располагается районная больница и поликлиника на 201 койку и 275 посещений в смену, педиатрическое отделение, женская консультация, станция скорой помощи, 5 аптек.

## Образование
В городе имеется три общеобразовательные  школы и одна гимназия.

## Спорт
Во второй лиге чемпионата Беларуси по футболу выступает клуб «Мосты», представляющий город. В августе 2024 года была завершена реконструкция стадиона "Неман".

## Культура
- Учреждение культуры "Мостовский государственный музей «Лес и человек»
- Музей ГУО «Средняя школа № 5 г. Мосты»
- Музей боевой славы 348-й сд СШ 3
- Музей ОАО «Мостодрев»
- Музей райагропромтехники

## События и мероприятия

### События
- В 2016 году город отметил 530-летие[6].
- 26 августа 2023 года Мосты отметили 537-летие[23].

### Мероприятия
- В 1997 году прошёл республиканский фестиваль «Дажынкi».
- 2024 год — областной фестиваль «Дажынкi».

## Достопримечательность
- Самый длинный в Беларуси пешеходный подвесной мост длиной 193 метра (1972)[24][25]
- Железнодорожная станция (1886). Рядом со станцией расположены водонапорная башня, ремонтное депо XX века.
- Братская могила, ул. Советская —  Историко-культурная ценность Республики Беларусь, шифр 413Д000366
- Костёл Божьей Матери (2000)
- Церковь в честь образа Божьей Матери (1994—1995)
- Свято-Ильинская церковь (1910)
- Церковь в честь Святой Софии Слуцкой (2013)

### Памятник, скульптура
- Памятник В. И. Ленину
- Памятник землякам, погибшим в годы Великой Отечественной войны (1968)
- Памятник советским воинам и партизанам
- Памятный знак, посвящённый строителям подвесного моста через реку Неман в городе Мосты (2017)

## Фотогалерея
- Пешеходный подвесной мост через Неман
- Костёл Божьей Матери (2000)
- Костёл Божьей Матери (2000)
- Церковь в честь образа Божьей Матери (1994-1995)
- Железнодорожный вокзал
- Карта местечка Масты, 1920
- Свято-Ильинская церковь (1910)
- Памятный знак, посвящённый строителям подвесного моста через реку Неман

## Почетные граждане города
- Греков Михаил Андреевич (1909—1995) — советский военачальник, генерал-майор, кандидат военных наук.

## Известные люди
- Володось Василий Леонтьевич (1932-2005) - управляющий Мостовской райсельхозтехникой с 1974 по 1994 год. Заслуженный инженер сельского хозяйства БССР, заслуженный работник сельского хозяйства БССР.